# تلمبه عشایری شمشیر سلاجقه
تلمبه عشایری شمشیر سلاجقه، روستایی در دهستان گلاشکرد بخش مرکزی شهرستان فاریاب در استان کرمان ایران است.

## جمعیت
بر پایه سرشماری عمومی نفوس و مسکن در سال ۱۳۹۵، جمعیت این روستا برابر با ۸۹ نفر (۲۱ خانوار) بوده‌است.